# Anamur
Anamur je město v jižním Turecku ve Středomořském regionu. Leží na pobřeží Středozemního moře, asi 250 km východně od Antalie. Mys Anamur je také nejjižnějším bodem pevninského Turecka. Díky své poloze je Anamur nejteplejším místem v Turecku, takže se zde může naplno rozvíjet pěstování tropického ovoce a jeho vývoz. Anamur drží rekord v pěstování a vývozu jahod, banánů a jiných plodů tropického pásma. Turistický ruch zde není zatím příliš silný, i když známé letovisko Alanya je vzdáleno jen 3-4 hodiny cesty na západ. Turečtí i zahraniční turisté zde mají svá obydlí a letní domy. Doprava je odkázána na silnice a lodě.

## Anamurium
Starověké město, které leží ve svahu kopce je dnes historickou památkou na římskou kolonizaci této oblasti. Tvoří jej několik starověkých budov a komplex sestávající z lázní, divadla a malé promenády vyzdobené mozaikami.

## Mamura
Středověká křižácká pevnost plnila účel ochranné stavby. Její hradby se zachovaly s minimálním poškozením. Pozoruhodné jsou zejména tlusté zdi s přechody, schodišti, chodbami a dodnes stojícími věžemi. Součástí Mamury je také mešita, kterou zde postavili arabští dobyvatelé ve 12. století.